# Trosa
Trosa è una città della Svezia, capoluogo del comune omonimo, nella contea del Södermanland. Ha una popolazione di 11.417 abitanti.

## Geografia umana
Il municipio di Trosa consiste di tre agglomerati: Trosa, Västerljung e Vagnhärad. Malgrado la dimensione esigua del territorio della città, Trosa è la seconda città della Svezia per crescita della popolazione (2,9%/anno 2008) ed è al terzo posto come stazione climatica della Svezia (2011).

## Storia
Nella zona circostante Trosa si trovano diverse pietre runiche.
Trosa era già nota come città nel XIV secolo. Nel XV secolo era un importante ritrovo per mercanti, tant'è che proprio nel 1454 ricevette il titolo di città da re Carlo VIII di Svezia. A causa di movimenti del terreno, il centro cittadino fu spostato nei primi anni del 17 Secolo in prossimità dell'estuario del fiume Trosa (la ubicazione attuale).
La città fu bruciata e depredata dai Russi nel 1719 e ricevette ripetutamente attacchi durante la Grande guerra del Nord; soltanto la chiesa locale e la casa dei poveri furono risparmiate in tali occasioni: questi due edifici sono tuttora visibili.
Nella seconda metà del diciannovesimo secolo, lo sviluppo dei traghetti a vapore rende Trosa di nuovo importante come centro commerciale nonché come centro turistico balneare. Dagli anni 30 del novecento, la città si espande anche come residenza per pendolari che lavorano a Sodertalje o Stoccolma, mantenendo al contempo il suo fascino come piccolo borgo tradizionale svedese.

## Qualità della vita
Attualmente Trosa è tra le quattro località svedesi con il miglior reddito pro capite e qualità della vita (il 32% della sua popolazione guadagna più di 1,5 milioni di Corone svedesi all'anno.) Molte celebrità svedesi usano passare i mesi estivi nei dintorni di Trosa (Per Morberg, Tommy Körberg, la famiglia Reale Svedese, Mikael Persbrandt, Benny Andersson e Björn Ulvaeus) ed è per questo che la popolazione aumenta tra i mesi di giugno e agosto del 131%.